# Nomokánon
Nomokánon (řecky Νομοκανών, Nomokanōn; z řeckého slova nomos – zákon a kánon – měřítko) je sbírka právních předpisů obsahující prvky z obojího práva – římského i kanonického práva.

## Byzantské nomokánony
Sbírky tohoto druhu byly pouze východního práva. Konstantinopolská církev měla pouze dvě základní nomokanonické sbírky. První z nich je nomokánon Jana Scholastika z druhé poloviny 6. století rozdělený na Synagogu, čerpající z církevního práva až do Chalcedonského koncilu, a výňatků z 12 knih Justiniánových. Druhý je dílem anonyma zvaný "Syntagma o 14 titulech" dělící se se systematickou a chronologickou část. Systematická přitom funguje jako rejstřík k části chronologické, která je mnohem rozsáhlejší a obsahuje zákony až do druhého Nikajského sněmu. Později byla doplněna o Collectio tripartita, což jsou znovu výňatky z Justiniánova zákoníku. Tato dokončená verze byla poprvé vydána za císaře Herakleia a roku 920 byl cařihradským církevním sněmem prohlášen za právo platné pro všechny křesťanské země. Tímto předešlý Scholastikův nomokánon postupně upadá a jeho poslední užívání se datuje do 16. století.

## Nomokánon cyrilometodějský
Jedná se o sbírku církevních ustanovení a profánních zákonů, napsaných ve staroslověnštině a majících vztah k církvi. Vznik kodexu je kladen do období před rokem 880, z řečtiny jej přeložil a editorem konečného znění byl starší ze soluňských bratří, slovanský věrozvěst sv. Metoděj. Formou i jazykem navazuje na starší právní spis Zákon sudnyj ljudem, který v tehdejší právní praxi tvořil civilní složku tohoto souboru.

### Charakteristika Nomokánonu
Jeho text se zachoval ve dvou staroruských rukopisech z přelomu 13.–14. (Usťužský neboli Rumjancevský) a začátku 16. století (Joasafovský), předlohou pro překladatele se stala byzantská církevněprávní příručka Synagoga Jana Scholastika (v letech 565–577 konstantinopolský patriarcha Jan III. Scholastikos). Ve staroslověnské úpravě však došlo k vypuštění více než třetiny textu původního dokumentu, zejména kánonů pro moravské poměry buď méně aktuálních nebo opakujících závěry různých synod k téže věci.
Úvod obsahuje krátkou historii všeobecných církevních sněmů od 1. (nikajského) do 4. ekumenického koncilu v Chalkedonu, v jeho závěru je zmíněno 68 kánonů Basileila Velikého (330-379). Na něj navazuje přehled názvů všech zákonných ustanovení (titulů), v třetí části následuje jejich výklad s podpůrnými citacemi platných kánonů přijatých jednotlivými synodami.

Jazyk překladu se odlišuje od cyrilometodějských biblických textů zejména preferencí jejich srozumitelnosti před doslovností, slovní zásoba poměrně široce zohledňuje a využívá specifické hovorové i terminologické zvláštnosti moravského jazykového prostředí, včetně nezbytné tvorby nových právních termínů.
Kodifikace moravského Nomokánonu neměla význam jen ve sféře právní, představovala také významnou součást pokusu arcibiskupa Metoděje, jeho žáků i následovníků o konsolidaci společenských poměrů, komplikovaných mj. vzájemnými střety s franským klérem. Proti němu bylo nezbytné hájit staroslověnskou vzdělanost i liturgii nejvyšší morální autoritou své doby – kanonickým právem.
Nomokánon a Zákon sudnyj ljudem, spolu s Metodějovou Adhortací k soudcům-knížatům i Velkomoravským penitenciálem (Zapovědi svatých otců) tvoří základní díla cyrilometodějského právního odkazu.

## Nomokánon sv. Sávy
Nomokánon sv. Sávy (srbsky Zakonopravilo, Savino Zakonopravilo) je první srbskou ústavou a nejvyšším kodexem Srbské ortodoxní církve, dokončeným v roce 1219.